# José Gregorio Valera
José Gregorio Valera fue un militar y político venezolano, presidente de Venezuela desde finales de 1878 hasta febrero de 1879 cuando fue derrocado por Antonio Guzmán Blanco.

## Biografía
No se sabe exactamente cuándo y en dónde nació, pero fue un militar notable, participó en la batalla de Turmero en contra de la llamada Revolución azul, liderada por José Tadeo Monagas. Participa también en la batalla de San Casimiro y se enfrenta al alzamiento militar de José Ignacio Pulido, entre otras acciones bélicas.
Fue presidente del Estado Guzmán Blanco, hasta la supresión constitucional de la entidad federal en 1877. En 1878, se levanta en armas en contra del alzamiento acaudillado por el general José Ignacio Pulido. posteriormente sería ministro de guerra y se le otorgaron títulos especiales e importantes como lo fue ser el primer designado de la república. Luego, en 1878 participó en las convenciones constitucionales del presidente Francisco Linares Alcántara. Tras la muerte del Presidente Linares Alcantara el 30 de noviembre de 1878, el presidente de la Alta Corte Federal, Jacinto Gutiérrez, asumió la Presidencia acompañado de Laureano Villanueva en un gobierno colegiado hasta diciembre de 1878 cuando la Asamblea Constituyente nombró a José Gregorio Valera y José Gregorio Cedeño como designados presidenciales en el gobierno.
El estallido de la Revolución Reivindicadora fue encabezada por José Gregorio Cedeño, segundo Designado, quien aspiraba a ocupar la Silla Presidencial. Sin embargo, como no obtuvo de la Asamblea Constituyente tal investidura, se alzó en armas y ocupó Caracas con sus tropas. Esto le impidió al gobierno colegiado de Valera realizar elecciones, entregando así el poder en febrero de 1879 al General Antonio Guzmán Blanco. 
Durante su breve presidencia la reacción “antiguzmancista” se intensificó derribándose estatuas y monumentos del “Ilustre Americano”; aunado a ello permitió mayores libertades para los factores políticos que adversaban al guzmancismo. No fue capaz de derrotar a los alzados y es derrocado en febrero de 1879 allanando el regreso de Guzmán Blanco al poder. en 1879 es acusado como responsable del supuesto asesinato del general Rafael María Gualdrón, luego de ser despojado de sus poderes, fue absuelto en 1880. Al igual que con su nacimiento, no existe un registro exacto de la fecha de su muerte.